# Rudolf II. von Anhalt (Bischof, † 1365)
Rudolf Fürst zu Anhalt, Graf von Askanien († 3. September 1365 Coswig) war Domherr im Bistum Magdeburg und 1365 als Rudolf II. Bischof im Bistum Schwerin.

## Leben
Mit der Verleihung von Papst Urban V. am 9. Juni 1365 wurde der Domherr von Magdeburg, Rudolf, Sohn des Fürsten Albrecht II. von Anhalt-Zerbst, neuer Bischof von Schwerin. Durch Versetzung des bisherigen Amtsinhabers Bischof Albrecht von Sternberg nach Leitomischl war die Stelle vakant geworden. Gelegentlich wurde er auch mit dem Titel Graf von Anhalt genannt.
Die Bischofsweihe erhielt Rudolf als neuer Schweriner Oberhirte am päpstlichen Hof zu Avignon von Agapitus Colonna, Bischof von Ascoli Piceno,  am 11. Juni 1365, dem Festtag des heiligen Apostels Barnabas. Er bekam am 23. Juni 1365 Erlaubnis und Weisung, sich in seine Diözese zu begeben. Dies sollte offensichtlich auch geschehen, nachdem Papst Urban noch bestimmte Privilegien für den Bruder des Bischofs, Johann von Anhalt, gewährt hatte wie: Gebrauch eines Tragealtars, heilige Messe schon vor Tagesanbruch halten zu lassen und volle Absolution auf dem Totenbett.
In seine Diözese Schwerin scheint Bischof Rudolf jedoch nicht gekommen zu sein. Er ist bereits am 3. September 1365 gestorben und wurde in der Gruft im Dom zu Coswig, in der schon sein Vater bestattet war, beigesetzt. Der Dom wurde im Schmalkaldischen Krieg 1547 zerstört. Heute erinnert nur noch die Domstraße daran.
Am 14. Januar 1366 wurde durch Papst Urban V. der Schweriner bischöfliche Stuhl schon neu besetzt.